# Medjai
Medjai(også Mazoi, Madjai, Mejay, egyptisk: mḏꜣ.j, er en betegnelse, som blev benyttet i Det gamle Egypten og i Det Ny Rige for de nubiske mennesker, der levede i den Nubiske ørken ved bjergene ved Det Røde Hav. Medjai-folket tjente egypterne som karavaneførere, ordenshåndhævere og som lejesoldater. De fik stilling som en paramilitær styrke og fungere også som ørkenspejdere og beskyttere af faraoens besiddelser.

Det egyptiske ord mḏꜣ, der er oprindelsen til navnet "Medjai" var oprindeligt en betegnelse for en region i det nuværende nordlige Sudan og det sydlige Egypten, der var beboet af gamle nubiske nomadestammer, som egypterne antog som lejesoldater. De dannede en kompleks offentlig administration, der havde mange ligeder med en national politistyrke. Over tid blev mḏꜣ (Medjai) også en betegnelse for politistyrken. Under det 18. dynasti blev medjaierne refereret til som et by-politi med en selvstændig organisation og et hierarki uafhængigt af andre myndigheder.
Oprindeligt bestod politistyrken udelukkende af etniske medjaier og efterkommere af disse. Dette ændrede sig imidlertid over tid, hvor flere og flere egyptere blev ansat i politistyrken. Optegnelser viser, at flere medjai-officerer havde egyptiske navne og blev anset som egyptere. Årsagen til dette skifte er uklart, men det antages, at dette skyldes Medjaiernes elitestatus, og at egypterne derfor gik ind i organisationen.
Efter det 20. dynasti (1189–1077 f.v.t.) nævnes medjaierne ikke.